# Prix François-Mauriac
Prix François-Mauriac (PFM) ist ein Literaturpreis, der von der Académie française (AF) ausgelobt wird.
Der PFM ist nach dem französischen Schriftsteller François Mauriac (1885–1970) benannt. 1994 wurden einige bereits bestehende Literaturpreise der AF neu strukturiert und der PFM ins Leben gerufen. Dieser Literaturpreis wird ab 1995 jährlich vergeben und damit der „literarische Nachwuchs“ Frankreichs gefördert. Mit diesem Preis wird in zwei Kategorien – Silbermedaille und Bronzemedaille – der Roman eines jungen Schriftstellers ausgezeichnet.
In den Jahren, in denen sich die Jury nicht zu einem gemeinsamen Preisträger einigen konnte, wurde der Preis in dieser Kategorie nicht vergeben; 2012 wurde in beiden Kategorien kein Roman prämiert. Der Roman der ersten Preisträgerin wurde 1995 mit 5000 Franc ausgezeichnet, 2006 erhielt Jérôme Fronty einen Betrag von 400 Euro zugesprochen. Die Preisträger werden jeweils in der letzten Sitzung des Jahres der Académie française bekannt gegeben.
Der Prix François-Mauriac ist nicht zu verwechseln mit dem Prix François Mauriac de la région Aquitaine, der seit 1985 ebenfalls jährlich verliehen wird.

## Preisträger
| Jahr | Autor                                        | Buchtitel                                                | Verlag                       | Preis                         |
| 1995 | Calixthe Beyala                              | L'Assèze l'Africaine                                     | Albin Michel                 | 5000 F                        |
| 1996 | Yann Moix Marie Ferranti                     | Jubilations vers le ciel Les femmes de San Stefano       | Gallimard Grasset            | Bronzemedaille Silbermedaille |
| 1997 | Marie-Odile Beauvais Catharine Vigourt       | Les forêts les plus sombres La vie de préférence         | Grasset Flammarion           | Bronzemedaille Silbermedaille |
| 1998 | Oliver Frébourg                              | Port d'attache                                           | Albin Michel                 | Silbermedaille                |
| 1999 | Gilles Orselly Frédéric Lenormand            | Balthazar au pays des collines Les princesses vagabondes | Gallimard Jean-Claude Lattès | Bronzemedaille Silbermedaille |
| 2000 | Mathieu Terence Sébastien Lapaque            | Journal d'un cœur see Les idées heureuses                | Phébus Actes Sud             | Bronzemedaille Silbermedaille |
| 2001 | Olivier Bleys Louis Védrines                 | Pastel/ Le mezzetin                                      | Gallimard De Fallois         | Bronzemedaille Silbermedaille |
| 2002 | David Foenkinos                              | Inversion de l'idiotie                                   | Gallimard                    | Silbermedaille                |
| 2003 | Silvia Baron Supervielle Anne-Marie Langlois | Le pays de l'écriture Se souvenir de Sebaïn              | Seuil Belfond                | Bronzemedaille Silbermedaille |
| 2004 | Eric Fottorino                               | Caresse du rouge                                         | Gallimard                    | Silbermedaille                |
| 2005 | Santiago Amigorena                           | Le premier amour                                         | P.O.L.                       | Silbermedaille                |
| 2006 | Jérôme Fronty                                | Cavale-toi, Barrès                                       | Serpenoise                   | 400 E                         |
| 2007 | Alexis Salatko Philippe Vilain               | Un fauteuil au bord du vide Paris l'après-midi           | Fayard Grasset               | Bronzemedaille Silbermedaille |
| 2008 | Charif Majdalani                             | Carnavansérail                                           | Seuil                        | Silbermedaille                |
| 2009 | Marcus Malte Jean-Baptiste Del Amo           | Toute le nuit devant nous Une éducation libertine        | Zulma Gallimard              | Bronzemedaille Silbermedaille |
| 2010 | Hélène Bonafous-Murat Guillaume de Sardes    | L'ombre au tableau Le Nil est froid                      | Le Passage Hermann           | Bronzemedaille Silbermedaille |
| 2011 | Thomas B. Reverdy                            | L'envers du monde                                        | Seuil                        | Silbermedaille                |
| 2012 |                                              |                                                          |                              |                               |
| 2013 | Joy Sorman Cédric Villani                    | Comme une bête Théorème vivant                           | Gallimard Grasset            | Bronzemedaille Silbermedaille |
| 2014 | Anaïs Jeanneret Camille de Villeneuve        | La Solitude des soirs d’été Ce sera ma vie parfaite      | Albin Michel Philippe Rey    | Bronzemedaille Silbermedaille |
| 2015 | Virginie Bouyx                               | Villes chinoises                                         | Gallimard                    | Silbermedaille                |
| 2016 | Pierre Adrian                                | La Piste Pasolini                                        | Équateurs                    | Silbermedaille                |
| 2017 | Jean-François Roseau                         | La Chute d'Icare                                         | De Fallois                   | Silbermedaille                |
| 2018 | Éric Metzger                                 | Adolphe a disparu                                        | Gallimard                    | Silbermedaille                |
| 2019 | Bruno Pellegrino                             | Là-bas, août est un mois d’automne                       | Zoé                          | Silbermedaille                |
| 2020 | Alexandre Postel                             | Un automne de Flaubert                                   | Gallimard                    | Silbermedaille                |
| 2021 | Celia Levi                                   | La Tannerie                                              | Tristram                     | Silbermedaille                |